# Konnevesi
Konnevesi este o comună din Finlanda.